# Kancelarijska stolica
Kancelarijska stolica je stolica dizajnirana tako da omogući što udobnije sedenje u kancelariji ili za računarom. Odlikuje se pokretnim naslonom i mogućnošću da se okreće za 360°.

## Istorijat
Prema nekim izvorima, jedan od najpoznatijih najranijih izumitelja ove stolice je prirodnjak Čarls Darvin koji je namontirao točkiće na svoju stolicu kako bi mogao da brže pristupi svojim uzorcima.
U 20. veku javila se potreba modernog čoveka, bilo u kancelariji, bilo u neformalnim situacijama, za udobnom stolicom koja je dovela do razvoja industrijskog dizajna. Smatra se da je Herman Miler (Herman Miller) napravio revoluciju u dizajnu kancelarijskih stolica, sa svojom tzv. Aeron stolicom iz 1994. U izradi ove stolice je učestvovala ekipa stručnjaka, koja je uključivala dizajnere i ortopede, a učestvovalo je i preko dve stotine ljudi prema čijem položaju tela je stolica pravljena.

## Ergonomija
Prilikom odabira kancelarijske stolice, važno je voditi računa o dve stvari, a to su: udobnost i ergonomija. Ergonomija podrazumeva da karakteristike stolice (sedalni deo, naslon, rukohvati...) potpuno odgovaraju radnom mestu i položajima zaposlenog tokom obavljanja radnih aktivnosti, kako bi se smanjio stres, napor, povećala bezbednost ali i efikasnost na radnom mestu.

## Zanimljivosti
U avgustu 2008. nemačka policija u gradu Gros Cimern je zaplenila vrlo neobičnu napravu, koja je ličila na vozilo za karting, a koju su izumela dvojica sedamnaestogodišnjaka. U pitanju je bila kancelarijska stolica sa pridodatim motorom kosilice, kočnicama bicikla i metalnim okvirom.